# اريك جي. جيبسون
اريك جي. جيبسون (بالإنجليزية: Eric G. Gibson)‏ هو عسكري أمريكي، ولد في 3 أكتوبر 1919 في السويد، وتوفي في 28 يناير 1944 في تشيستيرنا دي لاتينا في إيطاليا.